# Look, Stop and Listen
Look, Stop and Listen è un album di Philly Joe Jones, pubblicato dalla Uptown Records nel 1983. Il disco fu registrato l'11 luglio 1983 al "Rudy Van Gelder Studio" di Englewood Cliffs, New Jersey (Stati Uniti).

## Tracce
Lato A
1. Look Stop and Listen – 5:48 (Tadd Dameron)
2. If You Could See Me Now – 5:30 (Tadd Dameron, Carl Sigman)
3. Choose Now – 5:27 (Tadd Dameron)
4. Focus – 5:47 (Tadd Dameron)

Lato B
1. Killer Joe – 6:04 (Benny Golson)
2. Dial "B" for Beauty – 5:03 (Tadd Dameron)
3. Our Delight – 4:25 (Tadd Dameron)
4. Theme of No Repeat – 5:49 (Tadd Dameron)

## Musicisti
- Philly Joe Jones - batteria
- Charles Davis - sassofono tenore
- Johnny Griffin - sassofono tenore (brani: A1, A2, B1 & B4)
- Cecil Payne - sassofono baritono
- Virgil Jones - tromba
- Don Sickler - tromba, conduttore musicale
- Benny Powell - trombone
- Walter Davis, Jr. - pianoforte
- Larry Ridley - contrabbasso